# فرقة المظليين السادسة
فرقة فالشيرم يجر 6 ( فرقة المظلات السادسة ) هي فرقة فولشيرم يجر ( المحمولة جواً ) للجيش الألماني خلال الحرب العالمية الثانية، التي نشطت من 1944 إلى 1945.
تشكلت الفرقة في فرنسا في يونيو 1944، بقيادة روديجر فون هايكينج. كانت تحتوي على أفواج 16 و17 و18 من فولشيرجيرغر، وفوج مدفعية فولشيرجيرغرالسادس.
تم نقل الكتيبة السادسة عشرة إلى الجبهة الشرقية قبل أن تشهد الفرقة قتالًا، وسيتم إعادة تصميمها لاحقًا لتصبح الكتيبة الثالثة من فيرنادير-غرينادير، وسيتم تعيينها في الفرقة الثانية من فولزجيرم-بانزرجرنادير هيرمان جورينج. تم إرسال الجزء المتبقي من الفرقة إلى القتال في نورماندي في يوليو واصيبت بخسائر فادحة؛ تم سحبها إلى هولندا لإعادة بنائها، وشهدت قتال هناك في وقت لاحق من العام، وخاصة أثناء عملية Pheasant. في أوائل عام 1945 ، خاضت معركة رايشوالد، واستسلمت لقوات الحلفاء في مايو.

## ضباط القيادة
- جينيرال لوتنانت روديجر فون هايكينغ، 1 مايو 1944 - 3 سبتمبر 1944
- أوبريست هاري هيرمان، 3 سبتمبر 1944 - 1 أكتوبر 1944
- جينيرال لوتنانت هيرمان بلوشير، 1 أكتوبر 1944 - 8 مايو 1945